# Plantago alpina
Plantago alpina är en grobladsväxtart. Plantago alpina ingår i släktet kämpar, och familjen grobladsväxter.

## Underarter
Arten delas in i följande underarter:
- P. a. alpina
- P. a. incana
- P. a. penyalarensis

## Bildgalleri

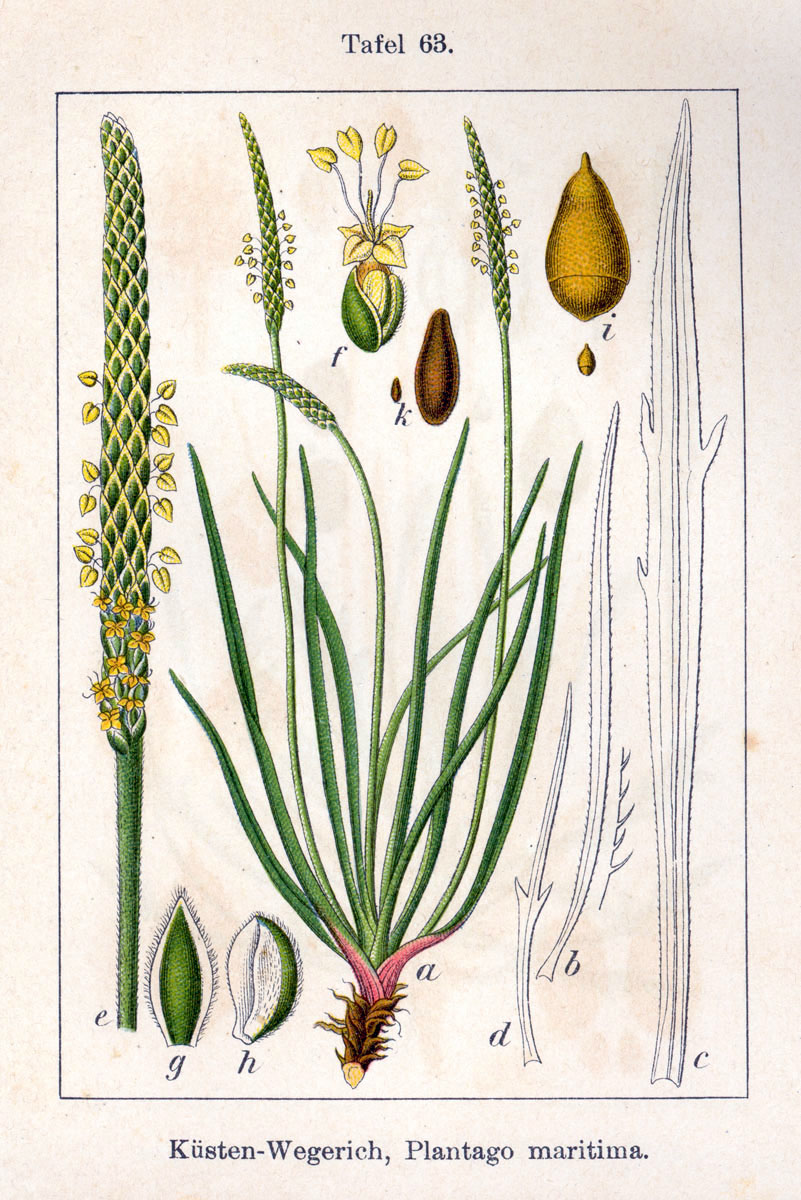